# Zerwana
Zerwana – wieś w Polsce położona w województwie małopolskim, w powiecie krakowskim, w gminie Michałowice, przy DK7 na trasie Kraków - Warszawa.
W latach 1975–1998 miejscowość administracyjnie należała do województwa krakowskiego.
W roku 2021 Zerwana liczyła 342 mieszkańców, z czego 51,8% stanowiły kobiety, a 48,2% mężczyźni.
Integralna część miejscowości: Pod Lasem.

## Zabytki
Obiekt wpisany do rejestru zabytków nieruchomych województwa małopolskiego.
- Dom nr 11 z apteką, otoczenie ogrodowe z kaplicą z figurą św. Jana Nepomucena.

W miejscowości znajdują się m.in. stadnina koni oraz boisko piłkarskie.